# Выборы губернатора Московской области (2013)
Досрочные выборы губернатора Московской области состоялись в Московской области 8 сентября 2013 года в единый день голосования. Также выборы губернаторов прошли ещё в девяти субъектах Российской Федерации.
На 1 июля 2013 года в Московской области было зарегистрировано 5 484 088 избирателей (в 2012 — 5 577 728). Голосование проводилось на 3 591 участке. Видеонаблюдение не осуществлялось. За выборами следило около 10 000 наблюдателей.
На выборах одержал победу временно исполняющий обязанности губернатора Московской области Андрей Воробьёв.

## Ход событий

### Предшествующие события
Весной 2012 года, через процедуру утверждения региональным законодательным органом кандидата, предложенного президентом России, губернатором Московской области стал Сергей Шойгу. 4 апреля партия Единая Россия предложила его на пост губернатора Московской области, и уже 5 апреля 2012 года кандидатура Шойгу была единогласно поддержана Московской областной думой. Шойгу вступил в должность 11 мая 2012 года, после того, как истёк срок полномочий прежнего губернатора Бориса Громова.
В мае 2012 года по инициативе президента России Дмитрия Медведева был принят федеральный закон, предусматривающий возвращение прямых выборов глав регионов. Закон вступил в силу 1 июня 2012 года. Согласно указанному закону первые выборы высших должностных лиц должны были состояться 14 октября 2012 года в тех субъектах Российской Федерации, где срок истечения полномочий действующих высших должностных лиц истекает с 1 июня по 31 декабря 2012 года.
Спустя полгода после вступления в должность губернатора Московской области, 6 ноября 2012 года Сергей Шойгу покинул её, так как был назначен министром обороны Российской Федерации вместо отправленного в отставку Анатолия Сердюкова. А исполняющим обязанности губернатора Московской области через два дня, 8 ноября 2012 года, президент Владимир Путин назначил Андрея Воробьёва, который до этого возглавлял фракцию «Единой России» в Госдуме. Воробьёв будет руководить Московской областью до сентября 2013 года.

### Назначение досрочных выборов
До 2013 года региональные и местные выборы проходили два раза в год - в марте и октябре. Причем оба дня голосования назывались едиными. В течение 2012 года Госдума рассмотрела проект закона о едином дне голосования. Законопроект был принят, а в сентябре 2012 года закон о едином дне голосования со второго раза одобрил Совет Федерации.
В соответствии с принятым проектом закона, все региональные выборы проводятся в один день – второе воскресенье сентября. В 2013 году, таким образом, они состоятся 8 сентября. В этот день будут избраны все органы власти, у которых полномочия заканчиваются в 2013 году. У тех, у кого полномочия заканчиваются до дня голосования, они будут продлены до сентября. Тем, у кого сроки заканчиваются в октябре-декабре, полномочия сократят. В единый день голосования проводятся в том числе и досрочные выборы.
Ещё 6 ноября, сразу после отставки Сергей Шойгу, пресс-секретарь Президента России Дмитрий Песков заявил, что «будет назначен человек, который будет исполнять обязанности губернатора до следующего единого дня голосования, то есть почти год. Другого механизма нет». При этом ряд политиков критически отнеслись к необходимости ждать выборов 10 месяцев. Так депутат Госдумы от «Справедливой России» Дмитрий Гудков сказал, что его «удивляет, что выборы губернатора будут только в сентябре 2013 года и почти год областью будет руководить человек, назначенный по какой-то странной, непонятной процедуре».
Глава Мособлизбиркома Ирек Вильданов пояснил, что «по закону выборы губернатора Московской области могут состояться в единый день голосования, в сентябре 2013 года. Выборы назначает Московская областная дума, если она не примет других решений, то в сентябре».
Согласно закону Московской области от 6 июля 2012 года «О выборах Губернатора Московской области» выборы губернатора Московской области назначает Московская областная дума. Решение о назначении выборов должно быть принято не ранее чем за 100 дней и не позднее чем за 90 дней до дня голосования, а затем опубликовано в СМИ не позднее чем через пять дней со дня его принятия. 6 июня 2013 года депутаты Московской областной думы утвердили дату проведения выборов губернатора Московской области: выборы были назначены на 8 сентября 2013 года. «За» проголосовал 41 депутат, двое голосовали «против».
6 июня 2013 года на 55-м заседании депутаты Мособлдумы назначили выборы на 8 сентября 2013 года. Депутаты не могли назначить выборы на другую дату, так как по федеральному законодательству все выборы, кроме думских и президентских, проходят в единый день голосования (второе воскресенье месяца).
11 июня Мособлизбирком начал приём документов на участие в выборах.

### Хроника
В январе 2013 года председатель правления Фонда развития гражданского общества и бывший глава управления внутренней политики администрации президента России Константин Костин заявил, что по его мнению на выборах губернатора Московской области второго тура не будет: «Все дело в том, что на сегодняшний день нет кандидата, который мог бы реально противостоять Андрею Воробьёву и „Единой России“. Речь идёт и о масштабе, и о ресурсах, и о реальном опыте работы».
29 января 2013 года исполняющий обязанности губернатора Московской области Андрей Воробьёв презентовал свою программу социально-экономического развития до 2015 года «Наше Подмосковье», обозначив её как предвыборную.. По мнению заместителя председателя комитета Госдумы по международным делам Александра Романовича, выступление Андрея Воробьёва — это действительное начало избирательной кампании в Подмосковье.
22 марта 2013 года Госдума приняла в третьем, окончательном чтении закон, наделяющий субъекты Российской Федерации правом выбирать губернатора не прямым голосованием населения региона, а местным парламентом (305 депутатов «за», 93 — «против»). 27 марта изменения в закон были одобрены Советом Федерации. В этой связи временно исполняющий обязанности губернатора Московской области Андрей Воробьев заявил о сохранении прямых выборов губернатора в регионе. 2 апреля закон подписал президент России Владимир Путин.

### Претенденты
В ноябре 2012 года о намерении выдвинуть свою кандидатуру на губернаторских выборах заявил исполняющий обязанности руководителя Московской области единоросс Андрей Воробьёв.
В декабре 2012 о своём намерении баллотироваться заявил экс-депутат Государственной думы от «Справедливой России» и член Координационного совета оппозиции Геннадий Гудков, уроженец Коломны. Однако в марте 2013 года Гудков был исключён из «Справедливой России». 6 мая 2013 года во время митинга на Болотной площади лидер «Яблока» Сергей Митрохин предложил выдвинуть Геннадия Гудкова кандидатом от протестного движения. Однако в самой партии «Яблоко» кандидатура Гудкова ранее не обсуждалась: там готовились выдвинуть на губернаторские выборы одного из своих членов — экономиста Кирилла Янкова или председателя подмосковного отделения Александра Гунько. 15 мая на съезде совета подмосковного «Яблока» была достигнута договорённость о выдвижении Геннадия Гудкова в губернаторы Московской области от партии «Яблоко».
В феврале 2013 года лидер ЛДПР Владимир Жириновский сообщил, что кандидатом от ЛДПР станет бывший депутат Государственной думы Ирина Горькова. Однако 15 июня на партийной конференции был выдвинут депутат Госдумы Максим Шингаркин.
В марте 2013 года о своём намерении баллотироваться заявил бывший сенатор от Воронежской области (2001—2009), а ныне член Общественной палаты РФ и председатель партии «Альянс зелёных — Народная партия» Глеб Фетисов. Выдвижение Фетисова ожидалось 15 июня, но было отложено до 22 июня.
15 июня своего кандидата выдвинуло подмосковное отделение КПРФ. Был выдвинут руководитель фракции КПРФ в Мособлдуме Константин Черемисов.

## Процедура выдвижения и регистрации

### Право выдвижения кандидатов
В Московской области кандидаты выдвигаются только политическими партиями, имеющими в соответствии с федеральными законами право участвовать в выборах. При этом кандидатам не обязательно быть членом какой-либо партии.
Губернатором Московской области может быть избран гражданин Российской Федерации, достигший возраста 30 лет.
С июня 2013 года кандидат в губернаторы области обязан также представить в Мособлизбирком письменное уведомление о том, что он не имеет счетов (вкладов), не хранит наличные денежные средства и ценности в иностранных банках.
На выдвижение кандидатам от политических партий дается 20 дней, в течение которых они должны предоставить в Мособлизбирком необходимые документы. После проверки документов кандидат регистрируется, и ему разрешается открыть банковский счет. После этого ему нужно сдать в свою поддержку 351 подпись глав муниципальных образований и депутатов не менее чем из 54 городов и районов Подмосковья. Подписи от кандидатов будут приниматься до 23 июля 2013 года включительно.

### Поддержка выдвижения кандидата (муниципальный фильтр)
1 июня 2012 года вступил в силу закон, вернувший прямые выборы глав субъектов Российской Федерации. Однако был введён так называемый муниципальный фильтр. Всем кандидатам на должность главы субъекта РФ (как выдвигаемых партиями, так и самовыдвиженцам), согласно закону, требуется собрать в свою поддержку от 5 % до 10 % подписей от общего числа муниципальных депутатов и избранных на выборах глав муниципальных образований, в числе которых должно быть от 5 до 10 депутатов представительных органов муниципальных районов и городских округов и избранных на выборах глав муниципальных районов и городских округов. Муниципальным депутатам представлено право поддержать только одного кандидата.
В Московской области около 5200 муниципальных депутатов и глав муниципальных образований, представляющих 36 муниципальных районов, 31 городской округ и 5 закрытых административно-территориальных образования (см. Административно-территориальное деление Московской области). Кандидаты должны собрать подписи муниципальных депутатов в количестве 7% от общего числа, что в 2013 году составляет 351 человек. Из них 100 человек должны быть депутатами районных и городских советов и (или) главами районов и городских округов. Остальные 251 человек могут быть депутатами сельских поселений.
Кроме того, кандидат должен получить поддержку депутатов не менее чем в трёх четвертях муниципальных районов и городских округов, то есть в 54 из 72 муниципальных образований (36 районов, 31 городской округ, 5 ЗАТО).
Кандидат вправе назначить до 300 доверенных лиц.

### Кандидаты
Кандидатов на выборах губернатора Московской области выдвинули 16 партий. Зарегистрировано было 6 кандидатов.
| Кандидат             | Должность (на момент выдвижения)                                                                                       | Выдвинут партией                        | Статус                                                                     |
| -------------------- | --- | --------------------------------------- | -------------------------------------------------------------------------- |
| Андрей Воробьёв      | временно исполняющий обязанности губернатора Московской области                                                        | Единая Россия                           | зарегистрирован                                                            |
| Елена Гришина        | генеральный директор ООО «Айрис ПРО»                                                                                   | Зелёные                                 | отказано в регистрации, так как кандидат не преодолел муниципальный фильтр |
| Геннадий Гудков      | бывший депутат ГД | Яблоко                                  | зарегистрирован                                                            |
| Николай Дижур        | временно не работающий                                                                                                 | Коммунисты России                       | отказано в регистрации, так как кандидат не преодолел муниципальный фильтр |
| Алексей Звягин       | зам. генерального директора по экономическому развитию и инвестициям ЗАО «Экоаэросталкер»                              | Родина                                  | отказано в регистрации, так как кандидат не преодолел муниципальный фильтр |
| Светлана Казанцева   | техник филиала МИАТ ЗАО «СУ-155»                                                                                       | За женщин России                        | отказано в регистрации, так как кандидат не преодолел муниципальный фильтр |
| Надежда Корнеева     | заместитель Председателя партии «Патриоты России»                                                                      | Патриоты России                         | зарегистрирована                                                           |
| Ольга Огиевская      | руководитель исследовательского центра права ЮРВЕДЪ                                                                    | Гражданская сила                        | отказано в регистрации, так как кандидат не преодолел муниципальный фильтр |
| Сираждин Рамазанов   | председатель правления Социал-демократической партии России                                                            | Социал-демократическая партия России    | отказано в регистрации, так как кандидат не преодолел муниципальный фильтр |
| Александр Романович  | депутат ГД, член фракции Справедливая Россия                                                                           | Справедливая Россия                     | зарегистрирован                                                            |
| Юрий Топилин         | зам. директора по строительству ООО «Коммерческий оператор Русский энергетический комплекс»                            | Казачья партия Российской Федерации     | отказано в регистрации, так как кандидат не преодолел муниципальный фильтр |
| Александр Федулов    | | Партия национальной безопасности России | отказано в регистрации, так как кандидат не преодолел муниципальный фильтр |
| Глеб Фетисов         | председатель ФГБНИУ «Совет по изучению производительных сил»                                                           | Альянс зелёных — Народная партия        | отказано в регистрации, так как кандидат не преодолел муниципальный фильтр |
| Константин Черемисов | депутат Мособлдумы, руководитель фракции КПРФ                                                                          | КПРФ                                    | зарегистрирован                                                            |
| Максим Шингаркин     | депутат Госдумы, член фракции ЛДПР, зам. председателя комитета ГД по природным ресурсам, природопользованию и экологии | ЛДПР                                    | зарегистрирован                                                            |
| Владимир Щипанов     | пенсионер | Партия пенсионеров России               | отказано в регистрации, так как кандидат не преодолел муниципальный фильтр |

## Предвыборная агитация
Агитация избирателей началась в июне.
С 12 августа кандидаты получили бесплатный доступ к теле- и радиоэфирам, а также ряду печатных изданий.
Теледебаты состоятся на канале «Подмосковье». Избиратели смогут увидеть всего три раунда теледебатов:
- 20 августа: Андрей Воробьев (Единая Россия) — Константин Черемисов (КПРФ)
- 28 августа: Геннадий Гудков (Яблоко) — Надежда Корнеева (Патриоты России)
- 4 сентября: Александр Романович (Справедливая Россия) — Максим Шингаркин (ЛДПР)

Ещё три встречи состоятся в эфире радиостанции «Подмосковье».
- 15 августа: Константин Черемисов (КПРФ) — Александр Романович (Справедливая Россия)
- 22 августа: Геннадий Гудков (Яблоко) — Максим Шингаркин (ЛДПР)
- 29 августа: Андрей Воробьев (Единая Россия) — Надежда Корнеева (Патриоты России)

## Прогнозы и аналитика

### Опросы социологических служб

#### Сводная таблица с учётом не определившихся с выбором
| Опрос                       | Воробьёв | Гудков | Корнеева | Черемисов | Шингаркин | Романович | Не пойдут на выборы | Испортят бюллетень | Затруднились ответить | Погрешность |
| --------------------------- | -------- | ------ | -------- | --------- | --------- | --------- | ------------------- | ------------------ | --------------------- | ----------- |
| ВЦИОМ, 28 августа 2013      | 53 %     | 3 %    | 1 %      | 5 %       | 2 %       | 1 %       | 10%                 | 1%                 | 23%                   | —           |
| ВЦИОМ, 9—13 августа 2013    | 55 %     | 4 %    | 1 %      | 4 %       | 2 %       | 1 %       | 10%                 | 1%                 | 23%                   | —           |
| Superjob, 2—13 августа 2013 | 26 %     | 9 %    | 4 %      | 1 %       | 1 %       | 0 %       | 59 %                | —                  | —                     | —           |
| ВЦИОМ, 27—31 июля 2013      | 52 %     | 3 %    | 2 %      | 4 %       | 2 %       | 1 %       | 9 %                 | 1 %                | 26 %                  | —           |

#### Сводная таблица с учётом только определившихся и готовых прийти на выборы
| Опрос                       | Воробьёв | Гудков | Корнеева | Черемисов | Шингаркин | Романович | Погрешность |
| --------------------------- | -------- | ------ | -------- | --------- | --------- | --------- | ----------- |
| ВЦИОМ, 28 августа 2013      | 72,8 %   | 5,5 %  | 3,0 %    | 11,7 %    | 3,2 %     | 3,1 %     | —           |
| ВЦИОМ, 9—13 августа 2013    | 70,6 %   | 6,7 %  | 2,5 %    | 12,6 %    | 3,6 %     | 2,8 %     | —           |
| Superjob, 2—13 августа 2013 | 61 %     | 22 %   | 9 %      | 4 %       | 3 %       | 1 %       | —           |

## Наблюдение
Наблюдение за выборами осуществлялось только наблюдателями. Оборудование избирательных участков видеокамерами не проводилось. Об этом решении в июне 2013 года объявил временно исполняющий обязанности губернатора Андрей Воробьёв. У нас лишних денег нет в Подмосковье», – сказал он. Сейчас бюджет избирательной кампании составляет 502 млн рублей. По подсчетам Мособлизбиркома, отказ от видеокамер позволит сэкономить 115 млн рублей.
Для хранения избирательных бюллетеней использовались в основном избирательные урны. В Московской области в 2013 году имелось только 450 КОИБов. Планировалось, что участки будут обеспечены 3500 КОИБами на сумму 50 млн рублей, но оказалось, что их производство приостановлено и Мособлизбирком успел получить только 450 комплексов за 7 млн.

## Результаты выборов
В выборах в приняли участие 2 101 697 человек, таким образом явка избирателей составила 38,60%.
| Явка избирателей                                      | Явка избирателей                                      | Явка избирателей | Явка избирателей |
| ----------------------------------------------------- | ----------------------------------------------------- | ---------------- | ---------------- |
| Число избирателей, включённых в список избирателей    | Число избирателей, включённых в список избирателей    | 5 445 328        | 100 %            |
| Из них приняли участие в выборах (выдано бюллетеней)  | Из них приняли участие в выборах (выдано бюллетеней)  | 2 101 697        | 38,60 %          |
| Процент испорченных бюллетеней                        |                                                       |                  |                  |
| Приняли участие в голосовании (возвращёно бюллетеней) | Приняли участие в голосовании (возвращёно бюллетеней) | 2 097 028        | 100 %            |
| Из них действительных бюллетеней                      | Из них действительных бюллетеней                      | 2 049 318        | 97,72 %          |
| Из них недействительных бюллетеней                    | Из них недействительных бюллетеней                    | 47 710           | 2,28 %           |
| Распределение голосов:                                |                                                       |                  |                  |
| 1.                                                    | Андрей Воробьёв                                       | 1 655 479        | 78,94 %          |
| 2.                                                    | Константин Черемисов                                  | 161 969          | 7,72 %           |
| 3.                                                    | Геннадий Гудков                                       | 92 977           | 4,43 %           |
| 4.                                                    | Максим Шингаркин                                      | 52 938           | 2,52 %           |
| 5.                                                    | Надежда Корнеева                                      | 47 640           | 2,27 %           |
| 6.                                                    | Александр Романович                                   | 38 315           | 1,83 %           |
| Число действительных (учтённых) бюллетеней            | Число действительных (учтённых) бюллетеней            | 2 049 318        | 100 %            |